# Аметьєво (станція метро)
55°45′54″ пн. ш. 49°10′00″ сх. д. / 55.76500° пн. ш. 49.16667° сх. д.
Аметьєво (тат. Әмәт, Ämät) — станція Центральної лінії Казанського метрополітену, розташована між станціями «Суконна слобода» і «Гірки». Відкрита 27 серпня 2005 року у складі першої пускової дільниці Казанського метрополітену «Гірки» - «Кремлівська» .
Назву отримала від історичної місцевості Аметьєво. Станція розташована біля Даурської вулиці, поруч з однойменною платформою.

## Технічна характеристика
Аметьєво —  естакадна колонна трипрогінна крита, з острівною прямою платформою. Колони циліндричні і поздовжні сірого кольору. Знаходиться на двох'ярусному метромосту через автомобільну дорогу, спроектованому в стилі хай-тек за спеціальним проектом.
Станція має два виходи. Північний вихід веде на залізничну платформу «Метро Аметьєво» і до Моторної вулиці; південний — на Даурську вулицю.

## Колійний розвиток
Станція з колійним розвитком — 2 стрілочних переводи і двоколійна СЗГ з електродепо ТЧ-1.

## Ресурси Інтернету
- Станція «Аметьєво» на сайті «К-метро» [Архівовано 3 травня 2013 у Wayback Machine.](рос.)
- Станція «Аметьєво» на сайті «Світ метро» [Архівовано 10 листопада 2012 у Wayback Machine.](рос.)